# En el jardín
"En el jardín" es el título de una canción escrita por Kike Santander y producida por Emilio Estefan y coproducida por Santander e interpretada por el artista mexicano Alejandro Fernández cuenta con la colaboración con la cantautora cubano-estadounidense Gloria Estefan, tomado de su sexto álbum de estudio de Fernández Me estoy enamorando (1997). Se lanzó como el segundo sencillo del álbum el 17 de noviembre de 1997 bajo el sello discográfico Sony Latin. La canción es una balada pop latino y muestra a ambos cantantes enamorándose, como si el amor brotara de un jardín. Se hizo un video musical con ambos artistas para la pista.
Llegó a la cima de la lista Billboard Hot Latin Tracks en los Estados Unidos y pasó un total de siete semanas en esta posición. "En el jardín" recibió críticas positivas de los críticos musicales. La grabación llevó a Fernández y Estefan a recibir una nominación a Grupo Pop o Dúo del Año en la décima edición de los Premios Lo Nuestro, mientras que Santander recibió un Premio BMI Latino por la canción en 1999.

## Antecedentes y composición
Desde 1992, Alejandro Fernández estableció su carrera musical como cantante ranchero al igual que su padre, el icónico cantante ranchero Vicente Fernández . Sus álbumes anteriores, Alejandro Fernández (1992), Piel De Niña (1993), Grandes Éxitos a la Manera de Alejandro Fernández (1994), Que Seas Muy Feliz (1995) y Muy Dentro de Mi Corazón (1996), ayudaron a solidificar a Fernández. como cantante ranchero.  Aunque su último disco, Muy Dentro de Mi Corazón, fue un éxito, Fernández no quiso simplemente grabar otro disco ranchero. "Si hubiera sacado otro disco solo de rancheras, la gente hubiera esperado lo mismo, y entonces habrían empezado a juzgarme por ese tema [musical]", explicó Fernández. También destacó la popularidad del bolero en las estaciones de radio y citó su menguante difusión radial. Después de escuchar Mi Tierra de Gloria Estefan, Fernández buscó al esposo de Estefan, Emilio Estefan, para que le produjera el siguiente álbum de Fernández. Tras escuchar la propuesta de Fernández, Emilio Estefan aceptó la idea de producir el disco. 
"En El Jardín" es una balada a dúo con Gloria Estefan. Fue escrito por el compositor colombiano Kike Santander y coproducido por Santander y Emilio Estefan. La canción presenta a Santander tocando el acordeón, guitarras acústicas y vihuela. En la letra, ambos cantantes describen un enamoramiento que floreció en un jardín de amores.  En el video musical de la canción, Fernández y Estefan están cantando en un jardín con músicos tocando de fondo.  Fernández y Estefan interpretaron la canción en vivo durante el concierto "Jalisco en Vivo" en 2009. La pista fue incluida en el álbum recopilatorio de Fernández Más Romantico Que Nunca: Sus Grandes Éxitos Romanticos (2010), y en los álbumes recopilatorios de Estefan Amor y Suerte: Exitos Romanticos (2004) y Mis Favoritas (2010).

## Recepción
"En el jardín" fue lanzado como segundo sencillo de Me estoy enamorando.  En Estados Unidos, "En el jardín" debutó en el puesto 20 de la lista Billboard Hot Latin Tracks en la semana del 6 de diciembre de 1997 Llegó a la cima de la lista tres semanas después, sucediendo a la canción de Marc Anthony "Y hubo alguien".  Regresó a esta posición dos semanas después sucediendo a la canción "Si tú supieras" de Fernández y estuvo un total de cinco semanas en la cima de la lista.  La canción terminó 1998 como la octava canción latina con mejor interpretación del año en Estados Unidos.  El tema también alcanzó la cima de la lista Latin Pop Airplay, donde permaneció ocho semanas consecutivas en esta posición. En noviembre de 1999, "En el jardín" fue etiquetada como una de las "pistas más candentes" de Sony Discos en una lista que incluía las canciones más exitosas lanzadas por el sello desde el lanzamiento de la lista Billboard Hot Latin Tracks en 1986 
El crítico musical de Knight Ridder, Howard Cohen, lo llamó un dúo "cremoso". Ramiro Burr del San Antonio Express-News la describió como "una balada gloriosa sobre el momento en que nace el amor". El editor del Dallas Morning News, Mario Tarradell, elogió la canción y señaló que Fernández y Estefan "funcionan no sólo como una pareja ideal - hay una química palpable en sus voces - sino que la sexy mezcla de guitarra acústica, trompeta y maracas del corte captura el encanto embriagador de una vida privada". paraíso." Eliseo Cardona de El Nuevo Herald sintió que la actuación de Estefan con Fernández la hizo sonar mejor de lo que debería en sus álbumes.
La canción llevó a Fernández y Estefan a recibir una nominación a Grupo Pop o Dúo del Año en la décima edición de los Premios Lo Nuestro en 1998, pero perdió ante Juan Gabriel y Rocío Dúrcal. La canción también llevó a Santander a recibir un premio BMI Latin en 1999 en reconocimiento a las canciones latinas con mejor interpretación en 1998.

## Listas

### Listas semanales
| Lista (1997)                       | Máxima posición |
| ---------------------------------- | --------------- |
| Estados Unidos (Hot Latin Songs)   | 1               |
| Estados Unidos (Latin Pop Airplay) | 1               |

### Listas de fin de año
| Lista (1998)                     | Posición |
| -------------------------------- | -------- |
| US Hot Latin Tracks (Billboard)  | 8        |
| US Latin Pop Airplay (Billboard) | 6        |

### Sucesión y posicionamiento
| Predecesor: Y hubo alguien de Marc Anthony        | U.S. Billboard Hot Latin Tracks — Sencillo N°. 1 (Primera vuelta) 27 de diciembre de 1997 - 2 de enero de 1998  | Sucesor: Si tú supieras de Alejandro Fernández |
| Predecesor: Si tú supieras de Alejandro Fernández | U.S. Billboard Hot Latin Tracks — Sencillo N°. 1 (Segunda vuelta) 10 de enero de 1998 - 6 de febrero de 1998    | Sucesor: Por qué te conocí de Los Temerarios   |
| Predecesor: Por qué te conocí de Los Temerarios   | U.S. Billboard Hot Latin Tracks — Sencillo N°. 1 (Tercera vuelta) 14 de febrero de 1998 - 20 de febrero de 1998 | Sucesor: My Heart Will Go On de Céline Dion    |

| Predecesor: Es así de Ricardo Montaner | U.S. Billboard Latin Pop Airplay — Sencillo N°. 1 13 de diciembre de 1997 - 6 de febrero de 1998 | Sucesor: My Heart Will Go On de Céline Dion |

## Créditos y personal
Créditos adaptados de las notas de Me estoy enamorando. 

### Personal
- Alejandro Fernández – voz
- Gloria Estefan - voz invitada
- Kike Santander – composición, arreglista, guitarra acústica, vihuela, acordeón, bajo, teclados
- Rafael Solano – percusión
- Archie Peña – batería, maracas
- Teddy Mulet – trompeta.

© MCMXCVII. Sony Music Entertainment (México), S.A. de C.V.